# Grand Forks
Grand Forks er en amerikansk by i staten North Dakota. Byen er administrativt centrum i det amerikanske county Grand Forks County. Der bor 49.321 (2000) personer i byen, hvilket gør den til statens tredje største. Byen var i 1997 udsat for en alvorlig oversvømmelse, men er siden blevet genopbygget. University of North Dakota hører hjemme i byen, og ingeniøren Harry Nyquist fik sin uddannelse her.
- Wikimedia Commons har flere filer relateret til Grand Forks

47°55′31″N 97°01′57″V / 47.9253°N 97.0325°V